# Râul Amaradia (Dolj)
Râul Amaradia este un curs de apă, care izvorăște din Dealu Seciurile de pe teritoriul localitații  Roșia de Amaradia din județul Gorj. Se varsă în Râul Jiu în amonte de  municipiul Craiova.